# Václav Vraný
Václav Vraný (* 1. ledna 1952) je bývalý český fotbalový útočník.

## Fotbalová kariéra
V československé lize hrál za Slavii Praha. Nastoupil v 1 ligovém utkání. Gól v lize nedal.

## Ligová bilance
| Ročník                                   | Zápasy | Góly | Minuty | Klub         |
| ---------------------------------------- | ------ | ---- | ------ | ------------ |
| 1. československá fotbalová liga 1970/71 | 1      | 0    | 23     | Slavia Praha |
| CELKEM 1. LIGA                           | 1      | 0    | 23     |              |